# Trewen
Trewen – osada w Anglii, w Kornwalii. Leży 95 km na północny wschód od miasta Penzance i 320 km na zachód od Londynu. W 2001 miejscowość liczyła 134 mieszkańców.